# Эвстигматофициевые водоросли
Эвстигматофициевые водоросли, или эвстигмовые водоросли (лат. Eustigmatophyceae), — класс охрофитовых водорослей. Включает в себя одноклеточных или колониальных представителей с коккоидным талломом. Обитают в пресных, солоноватых и морских водах, а также в почве. Ранее их относили к жёлто-зелёным водорослям, так как клетки эвстигмовых по своему строению напоминают клетки жёлто-зелёных водорослей, но отличаются от последних положением глазка вне хлоропласта.

## Описание
Клетки небольшого размера (2—32 мкм), окружены предположительно полисахаридной клеточной стенкой. В вегетативных клетках одно или более ядер. Хлоропласты трёхтилакоидные, без опоясывающей ламеллы. ДНК не формирует периферического кольца и состоит из ряда нуклеоидов, которые могут соединяться в сеть. Эндоплазматический ретикулум хлоропласта не переходит в наружную мембрану ядра. Пигменты пластид представлены хлорофиллом a, β-каротином, виолаксантина и вошериаксантина, в отличие от жёлто-зелёных водорослей антераксантин отсутствует. Главным светособирающим пигментом является виолаксантин. Запасающее вещество неизвестной природы. Митохондрии с трубчатыми кристами. Глазок не связан с хлоропластом и представляет собой оранжево-красное тельце в передней части подвижных клеток из скопления капель, не окружённого общей мембраной. У зооспор имеется два неравных жгутика, хотя у большинства видов короткий жгутик редуцируется до базального тельца. Длинный жгутик расположен субапикально и несёт два ряда трёхчастных мастигонем. У двух представителей класса, Ellipsoidion acuminatum и Pseudocharaciopsis texensis, зооспоры несут длинный передний и короткий задний гладкий жгутики. Один вид (Chlorobotrys regularis) не способен к образованию зооспор.
Размножаются делением клетки пополам или фрагментами колоний, а также бесполым путём — автоспорами или зооспорами.

## Классификация
Согласно базе данных AlgaeBase на октябрь 2023 включает 218 видов, относящихся к двум порядкам, при этом 9 видов не отнесены к какому-либо порядку и считаются таксонами incertae sedis:
- Eustigmatales D.J.Hibberd
- Goniochloridales K.P.Fawley, M.Eliás & M.W.Fawley